# Franz Josef Bautz
Franz  Josef Bautz (* 16. Juli 1925 in Augsburg; † 11. Dezember 2011 in Bad Endorf) war ein deutscher Journalist und Publizist.

## Leben
Franz  J. Bautz begründete 1946 die Zeitschrift Ende und Anfang, die er bis 1949 leitete. Danach war er als freier Journalist und Redakteur für verschiedene Zeitungen und Rundfunkanstalten tätig. Als Redakteur beim Familienfunk des Bayerischen Rundfunks betreute er die Sendung Das Notizbuch. 1984 wurde er Leiter der Abteilung Kulturkritik. Nach seiner Pensionierung lebte er als freier Publizist in Bad Endorf.
Er war Herausgeber der Geschichte der Juden.

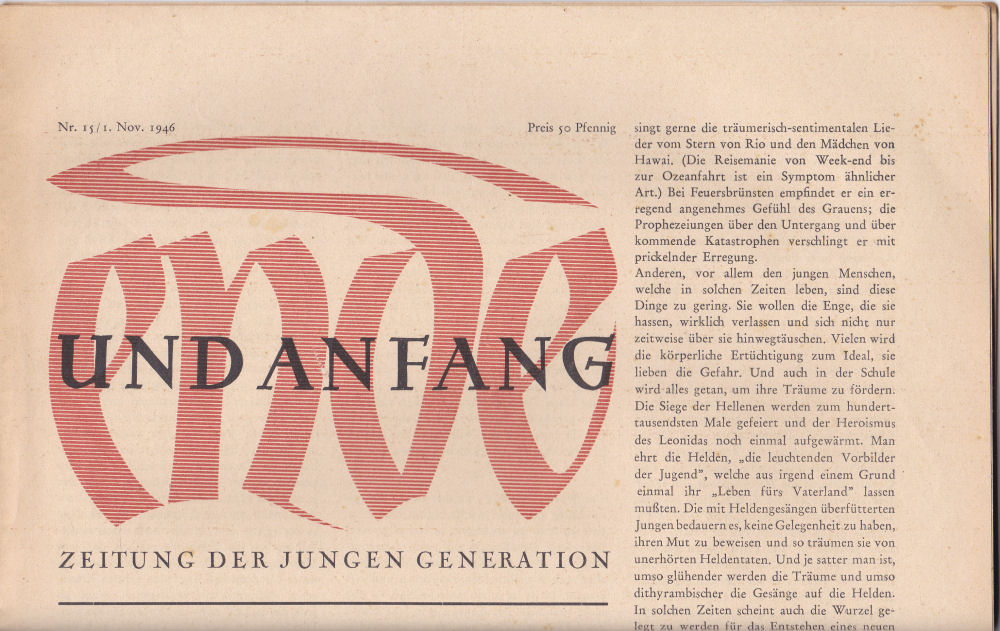
Eine Ausgabe der Zeitschrift Ende und Anfang Zeitung der jungen Generation

## Ehrungen
- 1980: Joseph-E.-Drexel-Preis